# Lager Föhrenwald

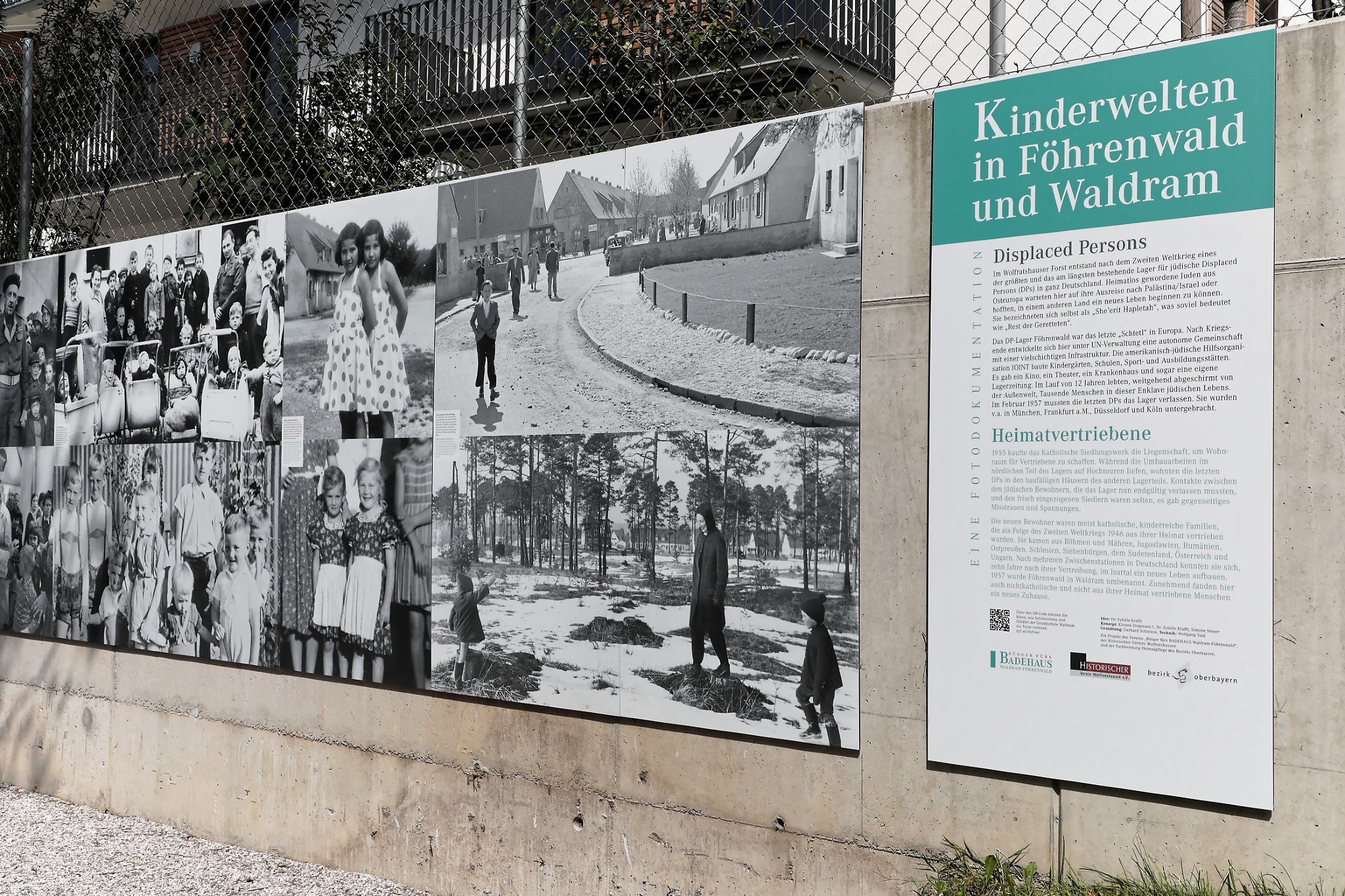
Föhrenwald, Fotos der Bewohner

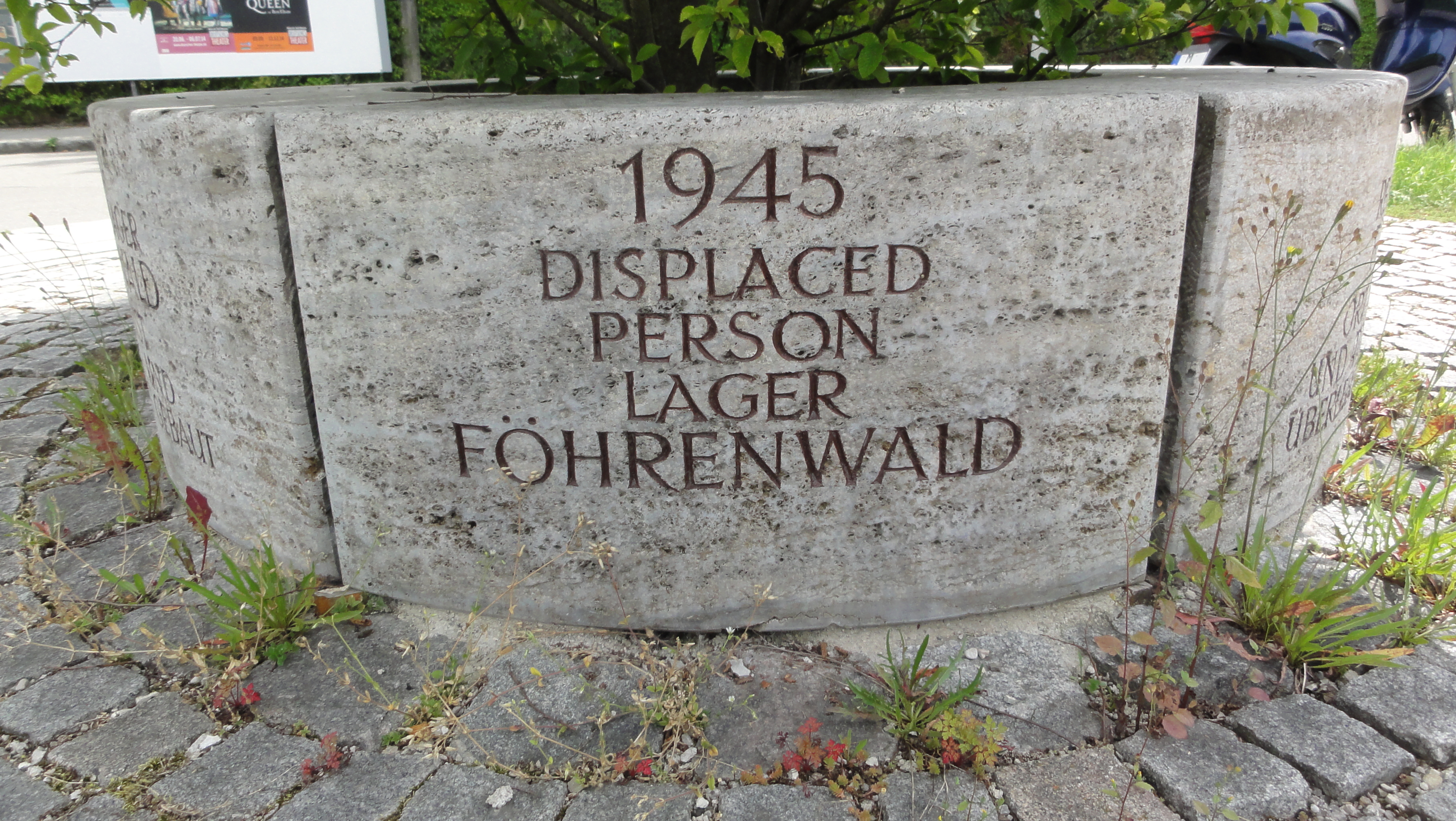
Denkmal Lager Föhrenwald von Ernst Grünwald (1998)

Das Lager Föhrenwald wurde in der Zeit des Nationalsozialismus als Mustersiedlung für Beschäftigte der nahen Rüstungsbetriebe durch die Nationalsozialisten errichtet. Zu Kriegsende wurde das Lager kurzzeitig als Bleibe für die Überlebenden des Todesmarsches aus dem KZ Dachau genutzt, welcher hier endete. Anschließend wurde es zu einem DP-Lager für jüdische Überlebende des Holocausts, den sogenannten Displaced Persons. Als 1957 die letzten jüdischen Bewohner das Lager verlassen hatten, wurde es zur Unterbringung deutscher Flüchtlinge und Heimatvertriebener aus den Staaten des späteren Warschauer Paktes im östlichen Europa genutzt. 1958 wurde die Siedlung in Waldram umbenannt. Es ist heute eine Wohnsiedlung und Stadtteil der Stadt Wolfratshausen in Oberbayern.

## Zwangsarbeiterlager
Erbaut 1939, war die Anlage zunächst eine Wohnsiedlung von Einfamilien- und Reihenhäusern im Staatsforst von Wolfratshausen, zur Unterbringung von Beschäftigten der I.G. Farben, bzw. deren Zweigstellen Deutsche Sprengchemie GmbH (DSC) und der Dynamit Actien-Gesellschaft (DAG). Dies waren Angehörige des Reichsarbeitsdienstes in der Zeit des Nationalsozialismus, Zwangsarbeiter sowie zivile Angestellte, die vorwiegend in der Verwaltung eingesetzt wurden. Neben dem Lager Föhrenwald existierten in der Nähe noch die Lager Buchberg auf der heute sogenannten Böhmwiese gegenüber dem Rathaus von Geretsried sowie Stein, einem heutigen Stadtteil von Geretsried. Da der Umgang mit Sprengstoff in den Fabriken zu zahlreichen Unfällen führte, wurde schon früh im Lager eine Krankenstation eingerichtet, welche später zu einem Krankenhaus ausgebaut wurde. Dieses wurde nach der Umbenennung der Siedlung in „Waldram“ aufgelöst.

## Lager für befreite Zwangsarbeiter und Überlebende des Todesmarsches von Häftlingen des KZ Dachau
Am Kriegsende trieben die Nationalsozialisten bei der Räumung des KZ Dachau die noch lebenden Häftlinge von Dachau Anfang Mai 1945 Richtung Alpen. Dieser Todesmarsch endete bei Wolfratshausen durch die anrückenden amerikanischen Truppen. Um die befreiten noch lebenden Häftlinge unterzubringen, wurden kurzzeitig die Gebäude des Lagers als Bleibe genutzt, in denen die amerikanische Armee auch die befreiten Zwangsarbeiter der aufgelösten Rüstungsbetriebe versorgte.

## Lager für Displaced Persons
Aus dem Lager Föhrenwald entstand nach dem Ende des Zweiten Weltkrieges ein Auffanglager für so genannte Displaced Persons (DP), die der nationalsozialistischen Vernichtungspolitik entkommen waren. Daher wird das Lager Föhrenwald in der Literatur auch als DP-Lager bezeichnet.
Mit der Zeit kamen immer mehr überlebende Juden nach Föhrenwald, worauf das Lager im September 1945 von der amerikanischen Militärverwaltung zum „Jewish Displaced Person Center“ erklärt wurde. Von den dort Lebenden wurde die Siedlung „Schtetl“ genannt. Gesprochen wurde in der Siedlung Jiddisch, das nahezu alle Bewohner sprachen. Für Deutsche war der Zutritt zum gesamten „Schtetl“ verboten. Bis November 1951 stand das Lager unter amerikanischer Verwaltung. Das DP-Lager Föhrenwald gilt als letztes Schtetl klassischer Art in Europa.

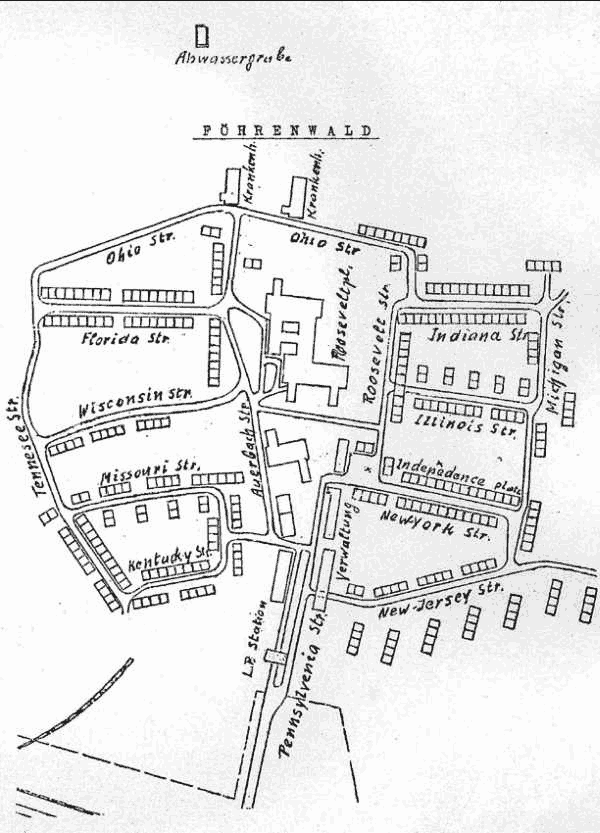
Plan des Lagers Föhrenwald

Ab November 1945 übernahm eine internationale Hilfsorganisation, die UNRRA, die Verwaltung aller DP-Lager in der amerikanischen Besatzungszone. Das Lager Föhrenwald wurde danach in weitgehender Selbstverwaltung von einem lokalen Rat unter dem Vorsitz von Henry Cohen geleitet. Diese Veränderungen standen im Zusammenhang mit der Umsetzung der Vorschläge des Harrison-Reports, der die allgemeine Lage in den DP-Lagern in Deutschland und Österreich scharf kritisiert hatte. Zwischen 1946 und 1948 war Föhrenwald mit ungefähr 5.600 Bewohnern eines der größten DP-Lager in der amerikanischen Besatzungszone, welches überdies europaweit am längsten bestand.
Für die meisten Bewohner des Lagers Föhrenwald kam eine Repatriierung in ihre Herkunftsländer oder ein Verbleiben in Deutschland nicht in Frage. Die Mehrheit bemühte sich darum, nach Israel (zunächst noch britisches Mandatsgebiet) beziehungsweise in die Vereinigten Staaten oder Kanada auszuwandern. Der Zeitzeuge Majer Szanckower, welcher als Kind im Lager lebte, berichtete von der Einstellung der Bewohner, die das Lager als „Wartesaal“ betrachteten.
Neben denjenigen, die noch auf eine Ausreise warteten, mussten zwischen 1949 und 1953 insgesamt circa 3.500 sogenannte „Rückwanderer“ zeitweise in Föhrenwald untergebracht werden. Dies waren Menschen, die bereits in andere Länder – zumeist nach Israel – ausgewandert waren, die sich jedoch dort keine Existenz hatten aufbauen können oder aus gesundheitlichen Gründen zurückkehren mussten. Diese Menschen waren daher dauerhaft auf Unterstützung des American Joint Distribution Committee und die deutsche Fürsorge angewiesen.
Dem DP-Lager Föhrenwald angegliedert war auch eine Barackensiedlung nahe Königsdorf, das ehemalige Hochlandlager. Dort wurden von der zionistischen und paramilitärischen Hagana unter Billigung der amerikanischen Besatzungsmacht Personen zu Offizieren ausgebildet und dabei auf die erwartbaren Auseinandersetzungen mit den Palästinensern um die Gründung des Staates Israel vorbereitet.
Am 1. Dezember 1951 kam das Lager Föhrenwald unter deutsche Verwaltung und wurde zum „Regierungslager für heimatlose Ausländer“ erklärt. Das DP-Lager Föhrenwald wurde offiziell 1956 aufgelöst, die letzten 700 bis 800 jüdischen Bewohner mussten das Lager jedoch erst im Februar 1957 zwangsweise verlassen. Sie wurden auf neun deutsche Städte verteilt, so zum Beispiel nach München (492 Personen), Düsseldorf (73), Köln (25), Wiesbaden (23), Stuttgart (19), Hamburg (18) und Nürnberg (10). 125 Personen übersiedelten nach Frankfurt am Main und bezogen im ehemals jüdisch geprägten Frankfurter Ostend zwei neu errichtete Wohnblocks in der Waldschmidtstraße. 2017 thematisierte eine Ausstellung im Hochbunker an der Friedberger Anlage in Frankfurt, dem früheren Standort der Synagoge Friedberger Anlage, den Weg der jüdischen DPs von Föhrenwald nach Frankfurt.

## Infrastruktureinrichtungen während der Zeit als jüdisches DP-Lager bis zur Umbenennung
- Krankenhaus, aufgeteilt auf zwei Gebäude: es wurde schon in der NS-Zeit errichtet, da es in den Munitionsfabriken oft zu Unfällen kam, welche vor allem durch den verarbeiteten Sprengstoff verursacht wurden[19][20][21][22]
- Rathaus mit Selbstverwaltung mit einem lokalen Rat (vergleichbar Gemeinderat) unter dem Vorsitz von Henry Cohen
- Lagerpolizei
- Kindergarten
- Poststation
- Volksschule
- Berufsschule
- Bibliothek
- Theater
- Gemeinschaftshaus für Versammlungen und Feiern, hier war auch die Hauptsynagoge untergebracht[23]
- Kino[24]
- Lagerzeitung Bamidbar
- Sportverein Makabi Föhrenwald
- mehrere Synagogen für die verschiedenen jüdischen Glaubensrichtungen[25][26]
- Religionsschule (Talmud Torah Schule)
- Gemeinschaftsküche gemäß dem jüdischen Glauben (koscheres Essen)
- Hochschule für jüdische Theologie (Jeschiwa)
- Ritualbad (Mikwe)
- Feiertage für jüdisches Brauchtum[27]

## Straßennamen
| 1939–1945                              | 1945–1956           | ab 1956                  |
| -------------------------------------- | ------------------- | ------------------------ |
| Föhrenallee                            | Pennsylvania-Straße | Faulhaberstraße          |
| Tiroler Straße                         | Kentucky-Straße     | Steichelestraße          |
| Sudetenstraße (südl. Teil)             | Tennessee-Straße    | Törringstraße            |
| Sudetenstraße (nördl. Teil)            | Ohio-Straße         | Weldenstraße             |
| Metzstraße                             | Ohio-Straße         | Steinstraße              |
| Kärntner Straße                        | Missouri-Straße     | Scherrstraße             |
| Steierer Straße                        | Florida-Straße      | Gebsattelstraße          |
| Wiener Straße                          | Wisconsin-Straße    | Gebeckstraße             |
| Ostmarkstraße                          | California-Straße   | Bettingerstraße          |
| Lothringer Straße                      | Indiana-Straße      | Dekan-Weiß-Straße        |
| Luxemburger Straße                     | Michigan-Straße     | Wolframstraße            |
| Elsässer Straße                        | Illinois-Straße     | Andreasstraße            |
| Memeler Straße                         | New-York-Straße     | Rupertstraße             |
| Danziger Freiheit                      | Independence Place  | Kolpingplatz             |
| Saarpfalzstraße                        | New-Jersey-Straße   | Korbinianstraße          |
| Adolf-Hitler-Platz                     | Roosevelt Square    | Seminarplatz/Thomastraße |
| Quelle: www.erinnerungsort-badehaus.de |                     |                          |

## Bewohnerzahlen
| Bewohner von November 1945 bis Juli 1954 | Bewohner von November 1945 bis Juli 1954 | Bewohner von November 1945 bis Juli 1954 | Bewohner von November 1945 bis Juli 1954 | Bewohner von November 1945 bis Juli 1954 |
| ---------------------------------------- | ---------------------------------------- | ---------------------------------------- | ---------------------------------------- | ---------------------------------------- |
| Zeitraum                                 |                                          |                                          |                                          | Bewohner                                 |
| November 1945                            | November 1945                            |                                          | 3.000                                    | 3.000                                    |
| Januar 1946                              | Januar 1946                              |                                          | 5.300                                    | 5.300                                    |
| Juli 1946                                | Juli 1946                                |                                          | 4.147                                    | 4.147                                    |
| Oktober 1946                             | Oktober 1946                             |                                          | 4.651                                    | 4.651                                    |
| Februar 1947                             | Februar 1947                             |                                          | 4.192                                    | 4.192                                    |
| September 1947                           | September 1947                           |                                          | 4.296                                    | 4.296                                    |
| Oktober 1948                             | Oktober 1948                             |                                          | 3.980                                    | 3.980                                    |
| März 1949                                | März 1949                                |                                          | 4.033                                    | 4.033                                    |
| Dezember 1949                            | Dezember 1949                            |                                          | 3.863                                    | 3.863                                    |
| März 1950                                | März 1950                                |                                          | 3.413                                    | 3.413                                    |
| Februar 1951                             | Februar 1951                             |                                          | 3.531                                    | 3.531                                    |
| Mai 1951                                 | Mai 1951                                 |                                          | 2.751                                    | 2.751                                    |
| Februar 1952                             | Februar 1952                             |                                          | 1.950                                    | 1.950                                    |
| Dezember 1952                            | Dezember 1952                            |                                          | 1.700                                    | 1.700                                    |
| Juli 1954                                | Juli 1954                                |                                          | 1.309                                    | 1.309                                    |
| Datenquelle: after-the-shoah.org         |                                          |                                          |                                          |                                          |

## Umwandlung zur Wohnsiedlung für Flüchtlinge und Heimatvertriebene
Im Oktober 1955 übernahmen das durch Kardinal Joseph Wendel gegründete katholische Diözesansiedlungswerk und die Erzdiözese München und Freising das gesamte Gelände samt der Wirtschaftsgebäude. Das Siedlungswerk ließ alle Gebäude renovieren und mit einem Badezimmer ausstatten. Damit verlor das bisherige zentrale Gebäude, das gemeinschaftliche Badehaus, seine Funktion.
Ab April 1956 wurden auf dem Gelände immer mehr geflüchtete und heimatvertriebene, zumeist katholische Familien angesiedelt, so dass bis Anfang 1957 Displaced Persons und deutsche Heimatvertriebene und Flüchtlinge gemeinsam auf dem Gelände des Lagers Föhrenwald lebten.
Das Diözesansiedlungswerk verkaufte nach und nach die einzelnen Gebäude samt den Grundstücken zu günstigen Konditionen an Flüchtlinge bzw. Heimatvertriebene aus den Gebieten in Osteuropa und an Wolfratshauser Familien. Um die Lagerproblematik mit der Assoziation von Zwang (zuerst Zwangsarbeiter, später Displaced Persons) zu überwinden, stellte das Diözesansiedlungswerk bei der Stadt Wolfratshausen 1956 den Antrag auf Umbenennung der Siedlung in „Waldram“. Diese reichte den Antrag bei der Regierung von Oberbayern als Rechtsaufsichtsbehörde für Namensänderungen ein. Die Bayerische Staatsregierung genehmigte mit Wirkung vom 7. November 1957 die Umbenennung in Waldram, welches heute ein Stadtteil von Wolfratshausen ist.
Die Flächen der ehemaligen Munitionsfabriken sind heute Teil des Stadtgebietes von Geretsried (siehe dort Pfad der Geschichte). Die Hauptsynagoge wurde in einer Nacht- und Nebelaktion ohne ausreichende Absprachen mit der jüdischen Gemeinde in ein katholisches Kirchengebäude transformiert: Die jüdischen Sakralgegenstände wie die Thora-Rollen und auch das Ewige Licht wurden entweiht, verschwanden dabei, wurden zerstört oder landeten auf dem Müll. Der Synagogendiener, auf Jiddisch Schammes, der oft in der Synagoge auf einer Bank übernachtet hatte, wurde darüber „wahnsinnig“.

## Museum
Seit 2018 erzählt das Museum Erinnerungsort Badehaus über die Geschichte des Lagers Föhrenwald.

## Hörfunkbeiträge über das Lager Föhrenwald
- Sybille Krafft: Draußen waren die andern. Kinder im Lager Föhrenwald. In: Bayern 2-Sendung „Reihe: Land und Leute“, 27. Januar 2013.[34]
- Alois Berger: Föhrenwald – ein Schtetl in Bayern. Verschwiegene Nachkriegsgeschichte. (mp3-Audio; 50 MB; 54:56 Minuten) In: Deutschlandfunk-Kultur-Sendung „Zeitfragen“. 1. Juni 2020, abgerufen am 17. April 2023 (html).
- Thies Marsen: Heimatlosen-Lager Föhrenwald in Bayern – Schauplatz einer Wiedergeburt jüdischen Lebens. (mp3-Audio; 14,7 MB; 16:05 Minuten) In: Deutschlandfunk-Kultur-Sendung „Länderreport“. 15. Oktober 2020, abgerufen am 17. April 2023 (html).
- Michaela Melián: Föhrenwald – dokumentarisches Hörspiel. BR/Kunstraum München 2005.[35][36][37]

## Filme über das Lager Föhrenwald
- Befreit und Vergessen: Dokumentarfilm von Henriette Schroeder, Joachim Schroeder und Werner Kiefer, 1995
- Weiterleben! Sechzig Jahre jüdisches Leben in Deutschland: Dokumentarfilm von Henriette Schroeder für Bayerischer Rundfunk (BR) 2009.
- Die Kinder vom Lager Föhrenwald: Dokumentarfilm von Dr. Sybille Krafft, gedreht im Auftrag des Bayerischen Fernsehens (BR), 2013
- Damals im Isartal. Waldram und seine Nachbarn: Dokumentarfilm von Dr. Sybille Krafft erstellt für das Bayerische Fernsehen (BR/ARD) in der Reihe Unter unserem Himmel; 2018
- Das Zelig: Dokumentarfilm von Tanja Cummings, 2020[38]
- Von Zeit und Hoffnung: Dokumentarfilm von Sebastian d’Huc. Zeitzeugen, die heute in Israel leben erzählen von Föhrenwald. Dabei kommen vier junge Deutsche mit ihnen und jungen Israelis ins Gespräch. Im Auftrag des Museums Erinnerungsort BADEHAUS, 2020
- Als das Grauen vor die Haustür kam: über den Todesmarsch: Dokumentarfilm von Max Kronawitter, 2021